# الخربة (نجمان)

تعديل مصدري - تعديل

الخربة محلة تابعة لقرية نجمان، التابعة لعزلة كومان بمديرية حبيش إحدى مديريات محافظة إب في الجمهورية اليمنية، بلغ تعداد سكانها 42 حسب تعداد اليمن لعام 2004.